# Cattedrale di Santa Maria Assunta (Crotone)
Il duomo di Crotone, che ha il nome ufficiale di cattedrale di Santa Maria Assunta, è il principale luogo di culto cattolico di Crotone, sede vescovile dell'omonima arcidiocesi. Nel novembre del 1983 papa Giovanni Paolo II l'ha elevata alla dignità di basilica minore.

## Storia
Il duomo di Crotone, dedicato a santa Maria Assunta e a san Dionigi l'Areopagita, risale all'impianto originario del IX secolo. Riedificato nel XVI secolo per iniziativa dell'allora vescovo Antonio Lucifero con l'ausilio di materiali provenienti dal tempio di Hera Lacinia, la struttura subì nel corso del tempo numerosi restauri. Chiuso al culto dal 26 giugno 2023 a causa di gravi problemi strutturali.

### Il duomo
Sulla facciata in stile neoclassico, affiancata da un imponente campanile, si aprono tre maestosi portali. L'interno, diviso in tre navate sorrette da pilastri, ospita pregevoli opere d'arte: un fonte battesimale in pietra con base zoomorfa del XIII secolo, un seicentesco coro ligneo, due busti lignei raffiguranti san Gennaro e san Dionigi, entrambi del XVII secolo, un crocifisso in terracotta e un pulpito marmoreo progettato dall'architetto Pietro Paolo Farinelli nel 1898.
In fondo alla navata destra si apre la cappella ottocentesca nella quale è custodita l'icona bizantina della Madonna di Capocolonna che, secondo la tradizione, sarebbe opera di San Luca. La cappella, sulla cui volta vengono raffigurati angeli musicanti, è ornata da stucchi dorati, bronzi e preziosi dipinti di Boschetto (1841-1918) e di de Falco (1798-1882).
Sulla navata sinistra vi è una tela settecentesca raffigurante Gesù di ritorno dal tempio realizzata da Niccolò Lapiccola; la chiesa conserva inoltre un interessante tesoro costituito da paramenti e argenterie tra cui, di grande interesse, un calice d'argento dorato con smalti del 1626, dono di Filippo IV all'arcivescovo di Crotone, un calice e un bacolo del Settecento, di ignoti artisti napoletani, e una croce processionale del XVIII secolo. Al suo interno vi è anche un settecentesco dipinto su tela, recentemente restaurato, raffigurante la decapitazione di San Dionigi, attribuibile a Corrado Giaquinto.
Negli ultimi anni è stata posta all'entrata una statua bronzea raffigurante Padre Pio.
Il piazzale adiacente all'ingresso è stato completamente restaurato tra il 2003 e il 2004.
Il 2 maggio 2016 è avvenuta in cattedrale la solenne concelebrazione eucaristica per la Presentazione della Confraternita della Madonna di Capo Colonna e la benedizione delle insegne del sodalizio. La cerimonia è stata presieduta dall'arcivescovo Domenico Graziani. Il motto della confraternita esprime l'anima del sentimento popolare più profondo e genuino: Mater Domini, praesidium e cor huius vrbis, tradotto: "Madre del Signore, presidio e cuore di questa città".
L'edificio conserva anche le tombe dell'arcivescovo Giuseppe Agostino e del vescovo Luigi Maria Lembo.

## Curiosità
- Dal 1975 sono presenti al Duomo le comunità del Cammino neocatecumenale, itinerario di formazione cattolica fondato da Kiko Argüello nel 1964[2].

## Galleria d'immagini

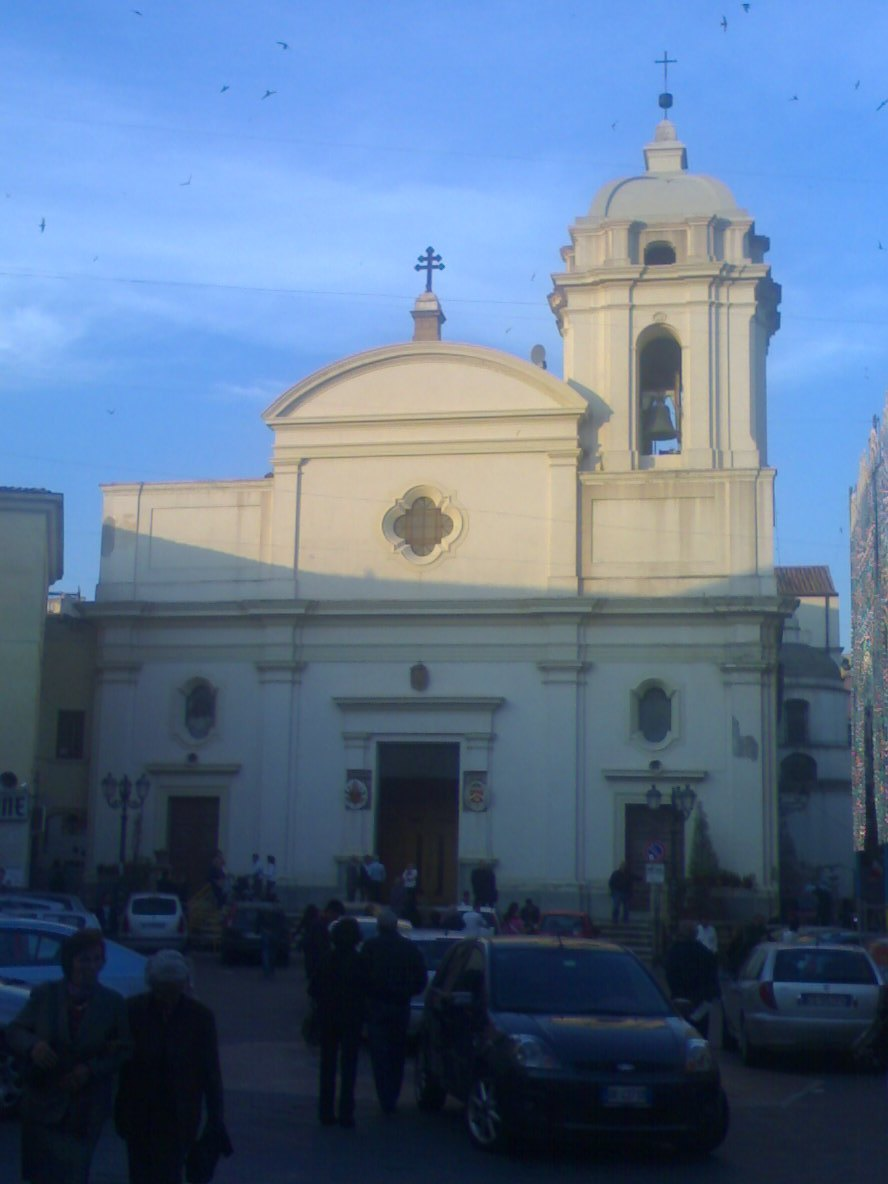
La facciata.
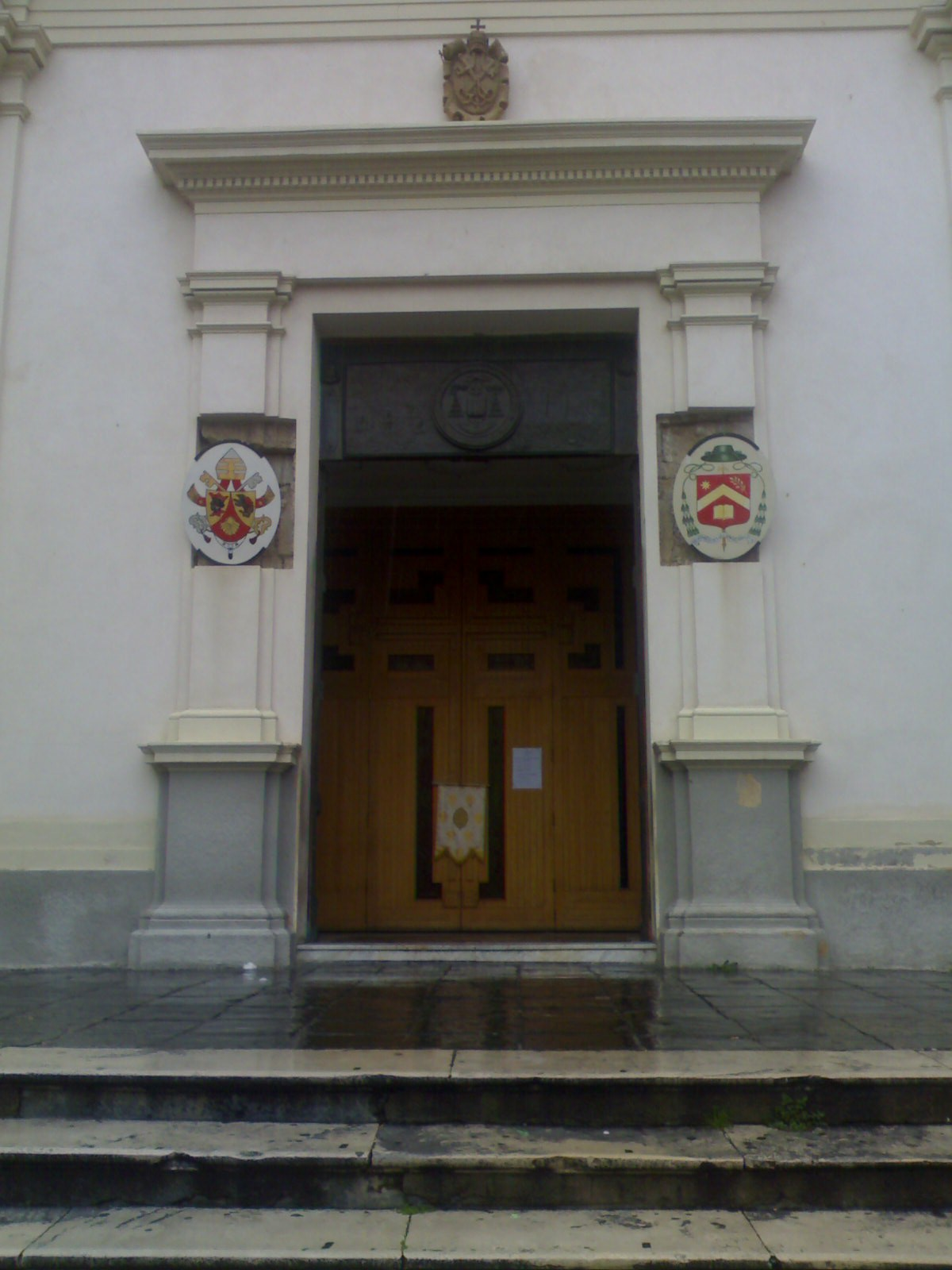
L'ingresso.
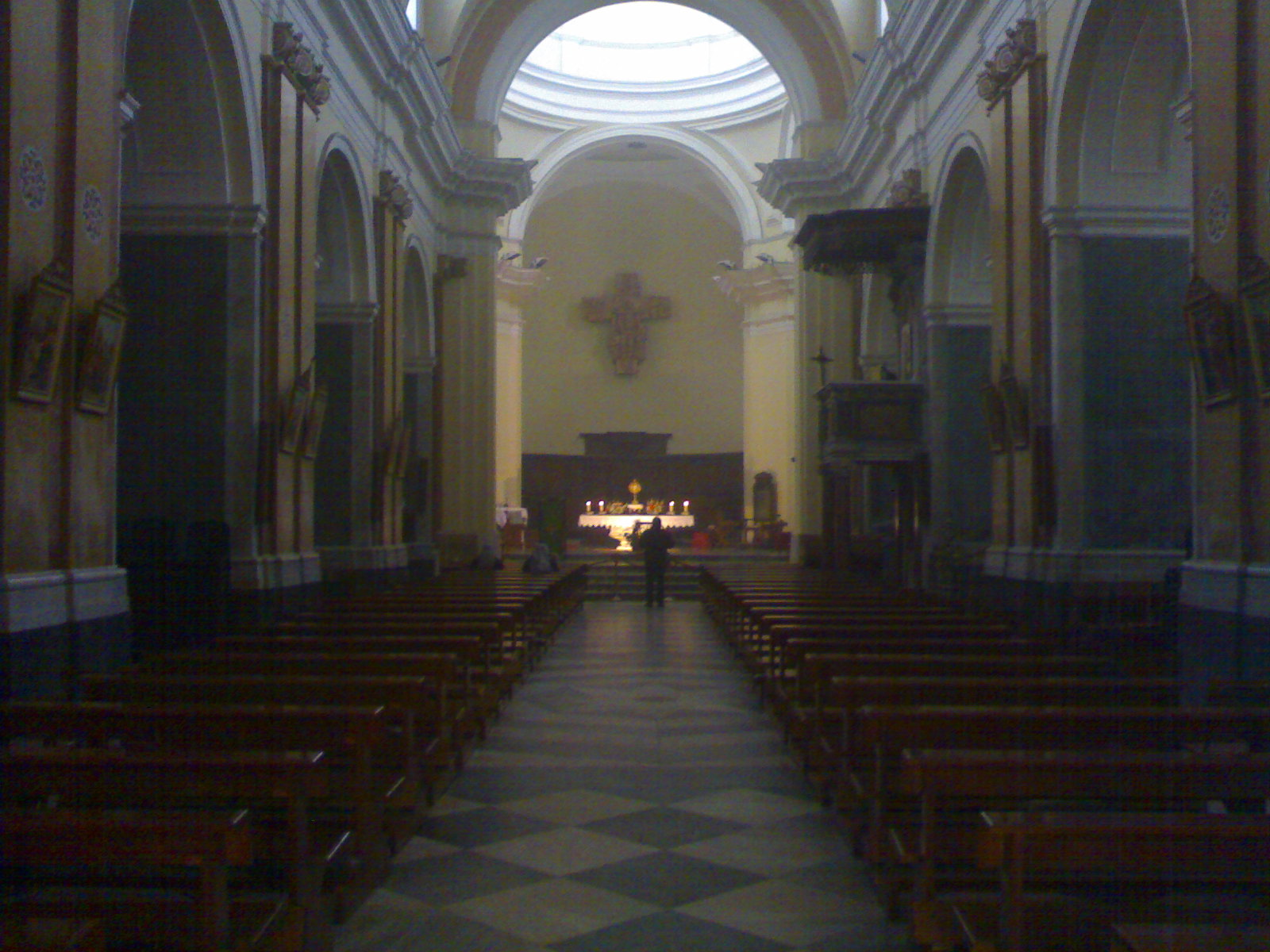
Veduta dell'interno.
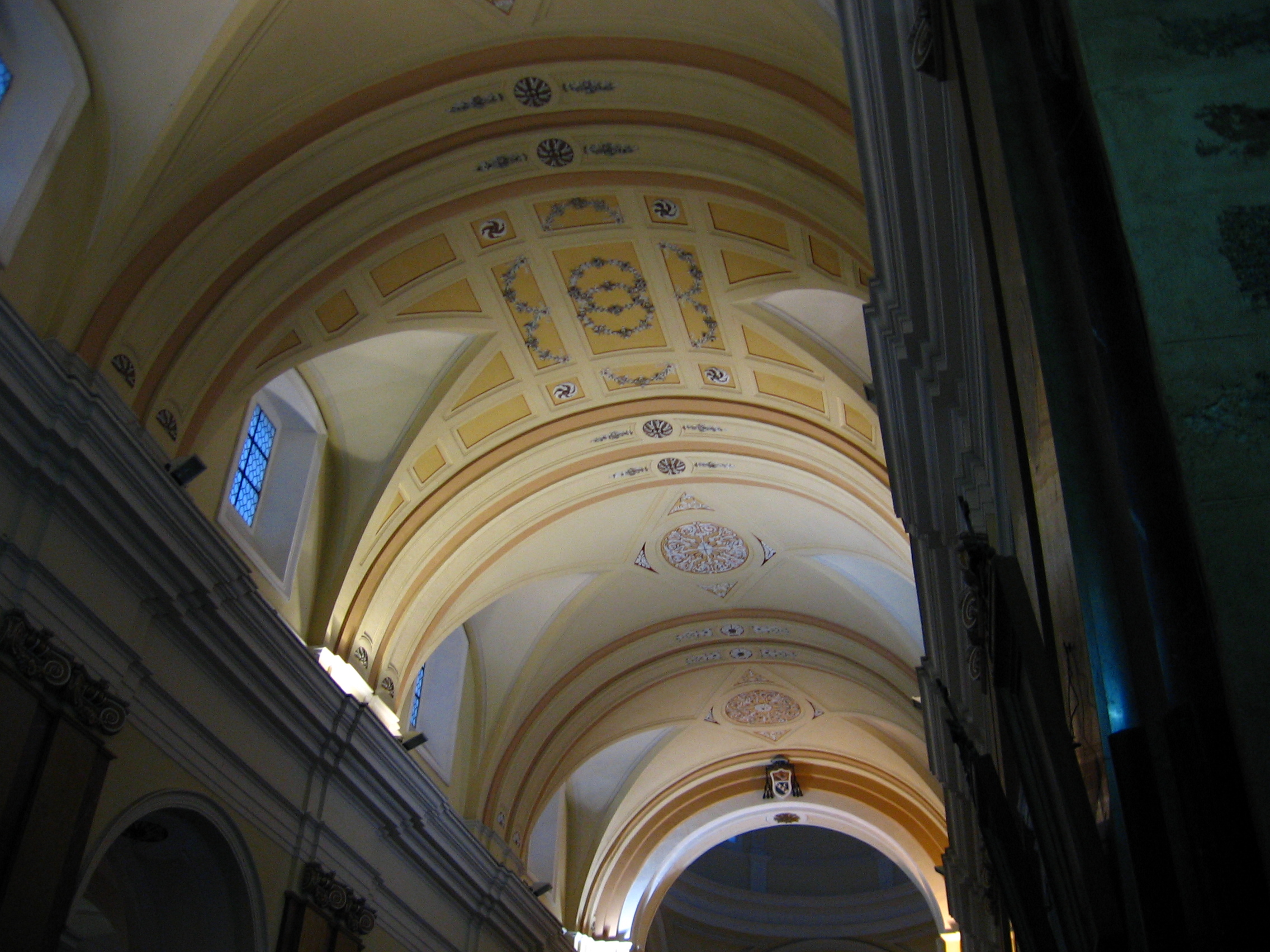
Il tetto.
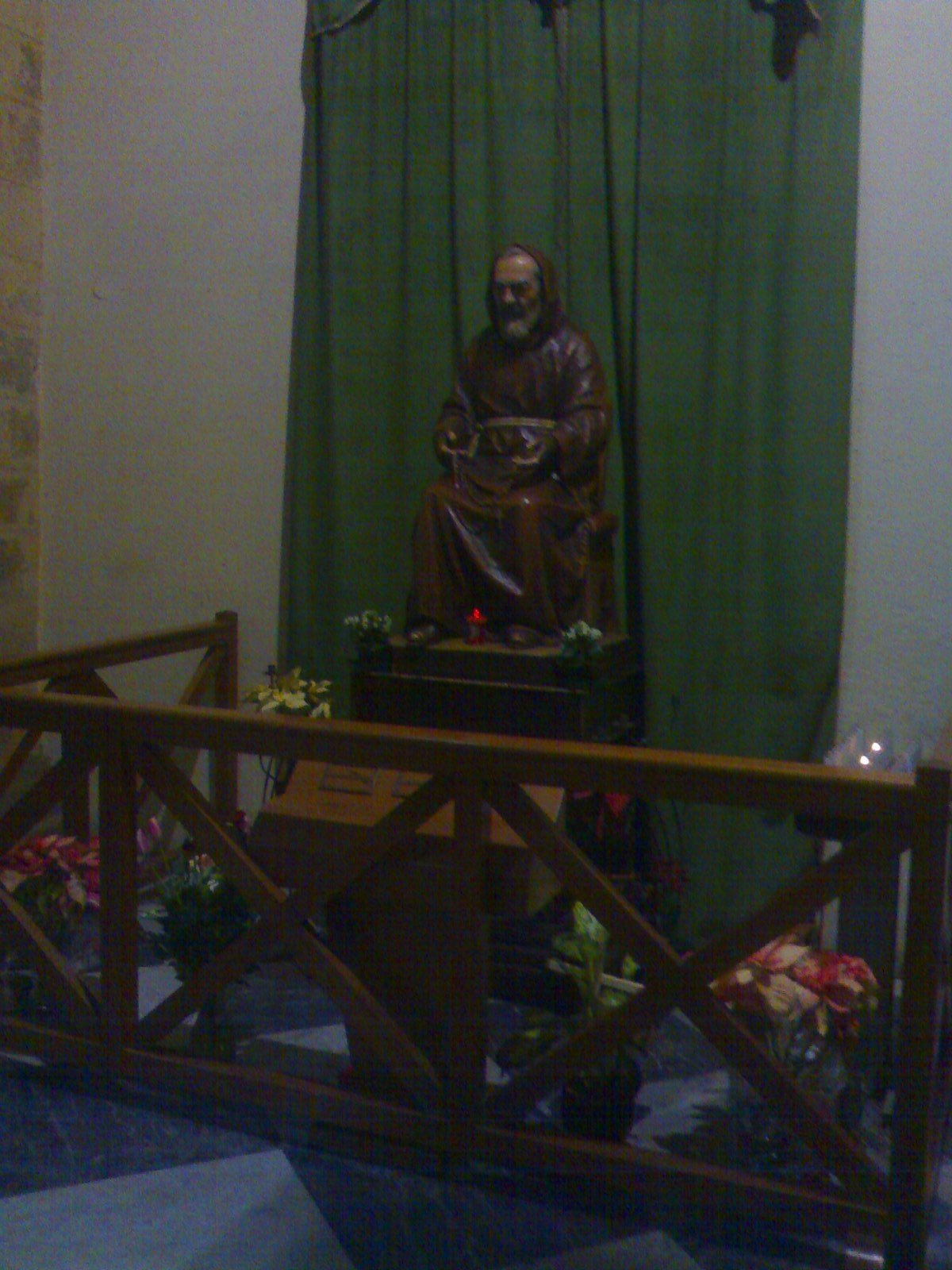
Statua di Padre Pio all'interno del duomo.